# 星 (姓)
星は、姓の一つ。日本人の姓として存在する。

## 中国の姓
星（せい、シン、Xing、Sing）は、中国人の姓の一つである。

## 朝鮮の姓
星（せい、ソン、朝: 성）は、朝鮮人の姓の一つである。

### 人口と割合
1930年度国勢調査の時初めて現われた氏姓である。当時全南麗水に1世帯があった。文献にも現れず、本貫と始祖も未詳である。
| 年度   | 人口 | 世帯数 | 順位         | 割合 |
| ------ | ---- | ------ | ------------ | ---- |
| 1960年 | 85人 |        | 258姓206位   |      |
| 1985年 |      |        | 274姓中242位 |      |
| 2000年 |      |        |              |      |
| 2015年 | 8人  |        |              |      |

## 日本の姓
星（ほし、Hoshi）は、日本人の姓の一つである。福島県の南会津郡を中心とする地域に多い。氏族として星氏がある。

### 著名な人物
- 星一
- 星享
- 星新一
- 星浩
- 星岳雄
- 星善博
- 星由里子
- 星知弥

### 架空の人物
- 星飛雄馬
- 星一徹
- 星明子
- 星逃田